# Riin Tammová
Riin Tammová (* 12. srpna 1981 Tartu) je estonská genetická bioložka. Je známa především jako popularizátorka vědy, angažuje se v estonském státním systému propagace vědy a vyhledávání talentů (který nemá v Česku obdobu). Působí na Univerzitě v Tartu, kde také vystudovala biologii (2005 bakalář, 2007 magistr, 2017 Ph.D.) a vede zde akademii mladých. Patřila k 26 vědcům, které estonská vláda vybrala pro velké popularizační turné po estonských školách. Popularizaci vědy se věnuje i v novinách, rozhlase a televizi, patřila například k porotcům ve vědecké televizní show Rakett69. Od roku 2021 vede na estonském ministerstvu školství odbor mládeže a vyhledávání talentů.